# Cantó de Pont-Aven
El cantó de Pont-Aven (bretó Kanton Pont-Aven) és una divisió administrativa francesa situat al departament de Finisterre a la regió de Bretanya.

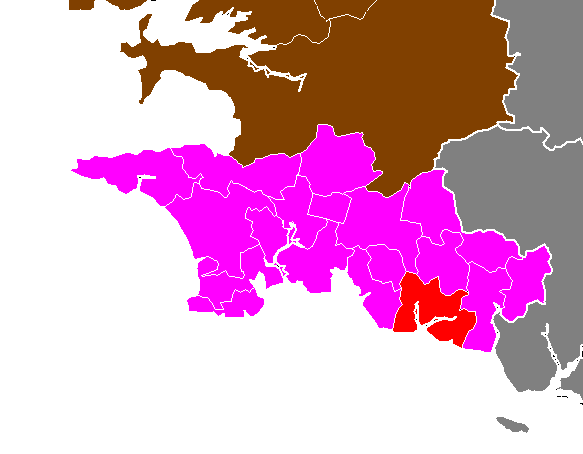
Situació del cantó

## Composició
El cantó aplega 4 comunes :
| Nom francès    | Nom bretó | Població | km²    | Codi Postal | Codi INSEE |
| Moëlan-sur-Mer | Molan     | 6.592    | 47,30  | 29350       | 29150      |
| Névez          | Nevez     | 2.466    | 25,37  | 29920       | 29153      |
| Pont-Aven      | Pont-Aven | 2.960    | 28,63  | 29930       | 29217      |
| Riec-sur-Belon | Rieg      | 4.008    | 54,64  | 29340       | 29236      |
| Cantó          | Pont-Aven | 16.026   | 155,94 | -           | 2932       |

## Evolució de la població
| 1962   | 1968   | 1975   | 1982   | 1990   | 1999   |
| ------ | ------ | ------ | ------ | ------ | ------ |
| 17.868 | 17.379 | 16.880 | 16.555 | 16.215 | 16.026 |

## Història
| Data d'elecció                           | Identitat     | Partit        | Qualitat |
| ---------------------------------------- | ------------- | ------------- | -------- |
| 2001-2008                                | Gérard Martin | Divers droite |          |
| 2004-                                    | Claude Jaffré | PS            |          |
| les dades anteriors no són pas conegudes |               |               |          |
|                                          |               |               |          |